# Marbach am Walde
Marbach am Walde ist ein Ort im Waldviertel in Niederösterreich, und Ortschaft und Katastralgemeinde der Stadtgemeinde Zwettl-Niederösterreich im Bezirk Zwettl. Bis Ende 1970 war Marbach am Walde eine eigenständige Gemeinde.

## Geographie
Das Dorf Marbach am Walde liegt in einer Entfernung von 7,8 Kilometer Luftlinie südwestlich des Stadtzentrums von Zwettl an der Königswiesener Straße (B 124). Am 1. Jänner 2024 hatte die Ortschaft, zu der auch Kleinmarbach nordwestlich gehört, 242 Einwohner, die Katastralgemeinde hat eine Fläche von 542,96 ha.
Die angrenzenden Katastralgemeinden sind im Nordwesten Josefsdorf (Gemeinde Groß Gerungs), nordöstlich Merzenstein, im Osten Rottenbach und Großweißenbach (Gemeinde Großgöttfritz), südöstlich Roiten (Gemeinde Rappottenstein), im Süden Annatsberg und Oberrabenthan (Gemeinde Rappottenstein) sowie westlich Hörweix.
Der Ort ist durch Postbusse mit dem österreichischen Überlandbusnetz verbunden.

## Geschichte
Marbach am Walde wurde 1231 als  Marbach zum ersten Mal urkundlich erwähnt. Es handelte sich ursprünglich um einen Gewässernamen mit der Bedeutung „Bach, dessen Verlauf eine Grenze bildet“ bzw. „Bach, der durch abgegrenztes Gebiet fließt“. Die Pfarre Marbach bestand schon vor 1338, war 1483 Vikariat und ab dem 16. Jahrhundert wieder eine eigene Pfarre.
Laut Adressbuch von Österreich waren im Jahr 1938 in der Ortsgemeinde Marbach am Walde ein Gastwirt, ein Gemischtwarenhändler, ein Schneider, drei Schuster, eine Sparkasse, zwei Tischler, zwei Wagner und mehrere Landwirte ansässig.
1970/71 vereinigten sich Marbach am Walde, Friedersbach, Gradnitz, Großglobnitz, Jagenbach, Jahrings, Oberstrahlbach, Rieggers, Rosenau Dorf, Rosenau Schloss, Unterrabenthan und Zwettl zur neu gebildeten Stadtgemeinde Zwettl-Niederösterreich.

## Öffentliche Einrichtungen
In Marbach gibt es einen Kindergarten und eine Volksschule.

## Kultur und Sehenswürdigkeiten

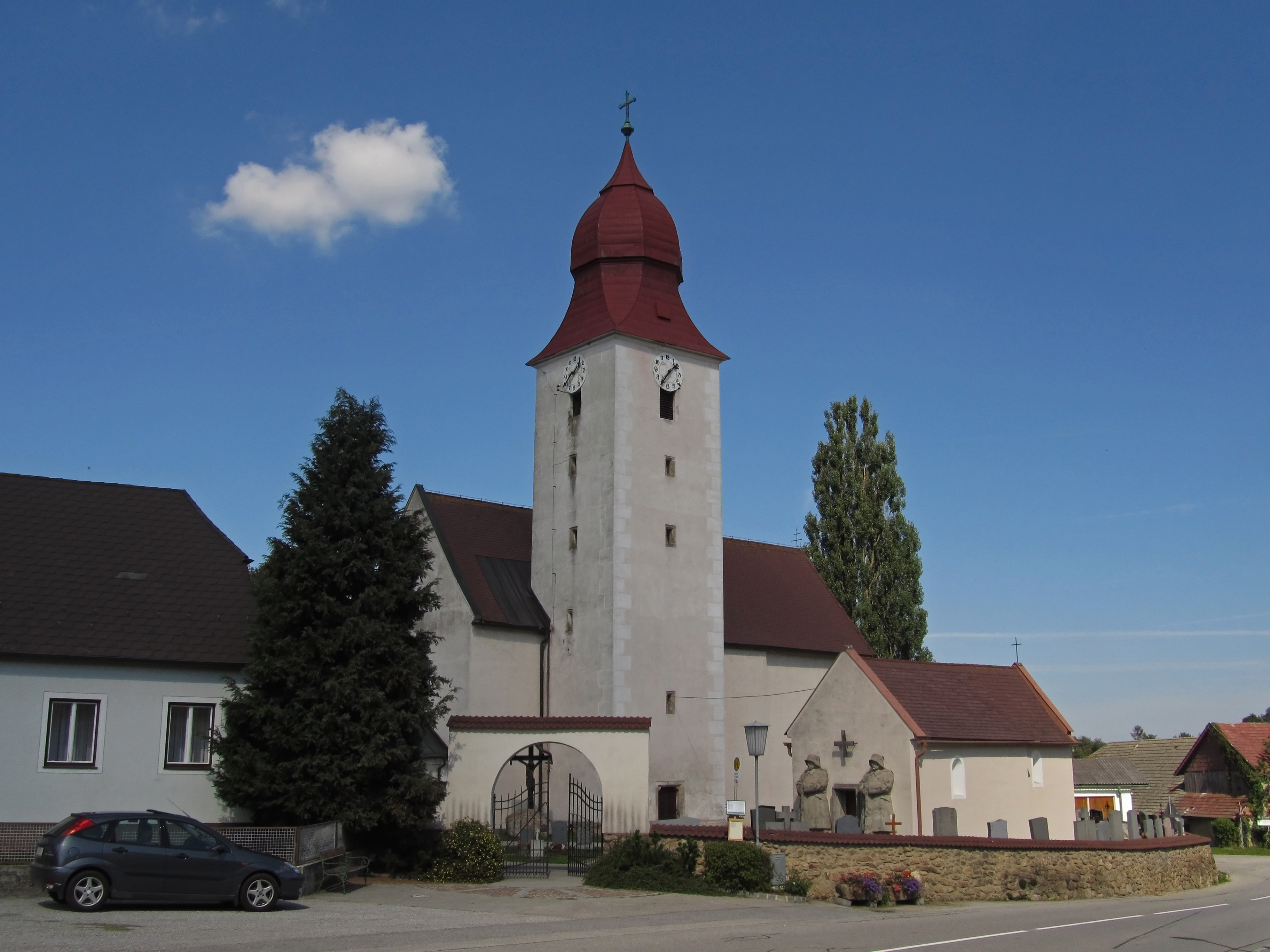
Pfarrkirche Marbach am Walde

- Katholische Pfarrkirche (Patrozinium: hl. Jakobus der Ältere)
- Friedhofskapelle
- Pfarrhof